# نيكولا روبرتس
نيكولا ماريا روبرتس (بالإنجليزية: Nicola Maria Roberts) هي فنانة تسجيلات ومصممة أزياء وكاتبة أغاني إنجليزية بريطانية ولدت في يوم 5 أكتوبر 1985 في لينكونشير في إنجلترا في المملكة المتحدة، روبرتس هي واحدة من عضوات فرقة غيرلز الآود البريطانية.

## روابط خارجية
- نيكولا روبرتس على موقع IMDb (الإنجليزية)
- نيكولا روبرتس على موقع ميوزك برينز (الإنجليزية)
- نيكولا روبرتس على موقع أول ميوزيك (الإنجليزية)
- نيكولا روبرتس على موقع ديسكوغز (الإنجليزية)
- نيكولا روبرتس على موقع قاعدة بيانات الفيلم (الإنجليزية)
- نيكولا روبرتس على موقع ليتربوكسد (الإنجليزية)